# Castellet-lès-Sausses
Castellet-lès-Sausses é uma comuna francesa na região administrativa da Provença-Alpes-Costa Azul, no departamento dos Alpes da Alta Provença. Estende-se por uma área de 53,91 km². Em 2010 a comuna tinha 142 habitantes (densidade: 2,6 hab./km²).